# Présidents de l'université de Princeton
L'université de Princeton est dirigée par un Président élu par le conseil. Un certain nombre de personnalités américaines connues ont dirigé l'université. Aujourd'hui, elle est tenue par des académiciens reconnus.
1. Jonathan Dickinson 1747
2. Aaron Burr, Sr. 1748-1757 (élu en 1748, mais ne prend effet qu'en 1747[réf. nécessaire])
3. Jonathan Edwards 1758
4. Samuel Davies 1759-1761
5. Samuel Finley 1761-1766
6. John Witherspoon 1768-1794
7. Samuel Stanhope Smith 1795-1812
8. Ashbel Green 1812-1822
9. James Carnahan 1823-1854
10. John Maclean, Jr. 1854-1868
11. James McCosh 1868-1888
12. Francis Landey Patton (en) 1888-1902
13. Woodrow Wilson 1902-1910
14. John G. Hibben 1912-1932
15. Harold W. Dodds 1933-1957
16. Robert F. Goheen 1957-1972
17. William G. Bowen 1972-1988
18. Harold T. Shapiro 1988-2001
19. Shirley M. Tilghman 2001-...